# Cây gậy và củ cà rốt
Cây gậy và củ cà rốt (tiếng Anh: carrot and stick) là một kiểu chính sách ngoại giao trong quan hệ quốc tế, thường được dùng bởi các nước lớn mạnh nhằm làm thay đổi hành vi của các nước nhỏ hơn. 'Cây gậy' tượng trưng cho sự đe dọa trừng phạt, 'củ cà rốt' tượng trưng cho quyền lợi hay phần thưởng.

Một chính sách kiểu 'cây gậy và củ cà rốt' (carrot and stick approach) phải luôn hội tụ đủ ba yếu tố: yêu cầu thay đổi, quyền lợi nếu thay đổi, biện pháp trừng phạt (kinh tế hoặc quân sự).
Thông thường, thành ngữ này không được dùng một cách chính thức trong quan hệ quốc tế, nhưng được dùng bởi giới báo chí, đôi khi được dùng bởi nước bị áp đặt với hàm ý rằng đó là chính sách thiếu công bằng.

## Các ví dụ thực tế
- Chính sách của Hoa Kỳ đối với Iran trong vấn đề hạt nhân